# Sine-Ider járás
Sine-Ider járás (mongol nyelven: Шинэ-Идэр сум) Mongólia Hövszgöl tartományának egyik járása. Területe 2050 km². Népessége kb. 4350 fő.
Székhelye Erdenet (Эрдэнэт), mely 123 km-re fekszik Mörön tartományi székhelytől.